# Espada da justiça sobre os reos do horroroso delicto praticado no Navio pelos que morreraõ enforcados aos 14 de Agosto de 1781
A Espada da justiça sobre os reos do horroroso delicto praticado no Navio pelos que morreraõ enforcados aos 14 de Agosto de 1781 é o título de um livro de José Daniel Rodrigues da Costa publicado em 1781.
O livro contém uma ode à sentença e execução por enforcamento de João Paulo Monge, António Joaquim Monge, Plácido Fernandes Maciel e outros não identificados, pelos roubos e mortes que cometeram a bordo do navio holandês Patristen no mesmo ano.